# Agathia lactata
Agathia lactata är en fjärilsart som beskrevs av Claude Herbulot 1977. Agathia lactata ingår i släktet Agathia och familjen mätare. Inga underarter finns listade i Catalogue of Life.